# El compadre Mendoza
El compadre Mendoza ist ein Filmdrama des mexikanischen Regisseurs Fernando de Fuentes aus dem Jahr 1933. Der Film spielt zur Zeit der Mexikanischen Revolution und behandelt das Verhältnis zwischen dem Compadre und seinen Anhängern. Mit El prisionero trece aus demselben Jahr und Vámonos con Pancho Villa aus dem Jahr 1935 bildete El compadre Mendoza die Revolutionstrilogie von de Fuentes. Dieser Film wurde zur Zeit seiner Veröffentlichung international nicht beachtet, erhielt aber in späteren Jahren wie auch Fernando de Fuentes positive Rezeption durch die internationale Kritik. Heute gilt El compadre Mendoza als ein Meisterwerk des frühen mexikanischen Kinos.

## Handlung
Rosalío Mendoza unterstützt während der Mexikanischen Revolution sowohl die Regierungstruppen von Adolfo de la Huerta als auch die Rebellen Emiliano Zapatas. Als er Dolores heiratet, sind auf der Hochzeit auch einige Kämpfer Zapatas anwesend. Ihnen lauern Soldaten der mexikanischen Armee auf, weshalb Mendoza von den Zapatisten zum Tode verurteilt wird. Bevor er jedoch erschossen werden kann, greift sein Freund Nieto ein, der ein General Zapatas ist, und verschont sein Leben. Infolgedessen bittet Mendoza ihn, sein Compadre sowie Patenonkel seines ersten Sohnes zu werden. Als er jedoch in finanzielle Schwierigkeiten gerät, verrät er Nieto an die Regierungstruppen und erhält von diesen dafür Geld.

## Hintergrund
El compadre Mendoza wurde von der Gesellschaft Interamericana Film produziert. Gedreht wurde im Filmstudio Churubusco-Atzteca in Mexiko-Stadt. Es war nach El prisionero trece der zweite Film von Fernando de Fuentes aus dem Jahr 1933, der sich mit der Mexikanischen Revolution befasste. 1935 beendete de Fuentes mit Vámonos con Pancho Villa seine Revolutionstrilogie. Zur Zeit der Veröffentlichung konnte El compadre Mendoza kein internationales Aufsehen erregen, später entwickelte er sich aber zu einem Klassiker des frühen mexikanischen Kinos. Der Film thematisiert das System des Compadrazgo, bei dem ein Mann erklärt, er würde Pate des zukünftigen Kindes und im Falle des Todes des Vaters dessen Position einnehmen. Damit handelt es sich um eine ernsthaftere und formalere Verbindung als bloße Freundschaft.